# Stonewall (film 1995)
Stonewall – brytyjska komedia filmowa w reżyserii Nigela Fincha z 1995 r., zrealizowana na podstawie powieści Martina Dubermana pod tym samym tytułem. Fabuła filmu opowiada o wydarzeniach Stonewall riots, zamieszkach w Nowym Jorku w 1969 r. wywołanych na tle dyskryminacji mniejszości seksualnych.

## Obsada
- Guillermo Díaz jako La Miranda
- Fred Weller jako Matty Dean
- Brendan Corbalis jako Ethan
- Duane Boutte jako Bostonia
- Bruce MacVittie jako Vinnie
- Peter Ratray jako Burt
- Dwight Ewell jako Helen Wheels
- Matthew Faber jako Mizz Moxie
- Michael McElroy jako księżniczka Ernestine
- Luis Guzmán jako Vito
- Joey Dedio jako Angelo
- Tim Artz jako gliniarz
- Isaiah Washington jako niepoinformowany glina
- Candis Cayne jako diva
- David Drumgold jako diva
- Keith Levy jako diva
- Fenton Lawless jako pan August
- Margaret Gibson jako Agnes
- Vince Cupone jako Jose / Camelia
- George Rafferty jako oficer
- Nicole Ari Parker jako oficer
- Chuck Pfeiffer jako psychiatra
- Gerry Becker jako mówca
- José Zúñiga jako Randy
- Emmanuel Xuereb jako Raoul
- Doug Barron jako pisarz
- John Ventimiglia jako tancerz
- Peter Davies jako szef
- John Doman jako gliniarz
- Gabriel Mann jako gliniarz